# Лісний (Боровіхинська сільська рада)
Лісни́й (рос. Лесной) — селище у складі Первомайського району Алтайського краю, Росія. Входить до складу Боровіхинської сільської ради.

## Населення
Населення — 21 особа (2010; 20 у 2002).
Національний склад (станом на 2002 рік):
- росіяни — 95 %